# Wildpark-MV
Koordinaten: 53° 47′ 20,1″ N, 12° 13′ 27″ O
Der Wildpark-MV (bis 2015 Natur- und Umweltpark Güstrow) ist der ganzjährig geöffnete Tierpark von Güstrow in Mecklenburg mit überwiegend einheimischen Wildtieren. Im Osten der Stadt und südlich der Nebel gelegen, ist er eingebettet in eine 200 Hektar große Parklandschaft. Er entstand 1959 als einer der zahlreichen kleinen Heimattiergärten der Deutschen Demokratischen Republik. Nach der Deutschen Wiedervereinigung wurde er erheblich erweitert und nach völlig neuem Konzept umgestaltet. Für die Internationale Gartenbauausstellung 2003 (Rostock) war der Wildpark Außenstandort.

## Geschichte
Den ersten Heimattierpark erhielt Güstrow im Jahr 1936 auf der Paradieswiese an der Nebel (am heutigen Rosengarten). In das dort errichtete Gehege wurden zunächst drei Stück Damwild eingesetzt. Später folgten Jungfernkraniche, Goldfasane, Pfauen, Zierenten, Eichhörnchen, Heidschnucken und Rehe. Im Verlaufe des Zweiten Weltkrieges wurde dieser Tierpark wieder aufgelöst.
Die Idee eines erneuten Wildparks als Stätte der Erholung und Möglichkeit der Besichtigung wurde Mitte der 50er Jahre zwischen dem damaligen Leiter des Forstwirtschaftsbetriebes Herrn March und dem Inhaber des Gutes Bölkow Herrn Müller geboren. Der Forstwirtschaftsbetrieb wollte vorerst die Patenschaft übernehmen und das erforderliche Gelände für den geplanten Wildpark zur Verfügung stellen. Letztlich wurde das Gebiet, wo sich heute der vordere Wirtschaftsbereich des Wildpark-MV befindet, ausgewählt – in ruhiger Lage, direkt an einem kleinen See, verkehrsgünstig gelegen und von Wanderwegen umgeben. Mit wenigen Tieren und großzügig angelegten Gehegen wollte man den natürlichen Eindruck erhalten, den das Territorium bereits bot.
Die aufgestellten Bau- und Arbeitspläne wurden im März/April 1959 in die Tat umgesetzt. So entstanden zuerst das Schwanenhaus sowie die Gehege für Wildschweine und Rehe. Um den Bau dieser neuen Erholungsstätte so schnell wie möglich zu realisieren, wurde auch die Bevölkerung um Mitarbeit gebeten. Im Ergebnis dieses Aufrufs wurde 1959 der erste freiwillige Arbeitseinsatz durch das Bahnbetriebswerk durchgeführt. Diesem Beispiel folgten weitere. Es waren viele Werktätige und Güstrower Einwohner am Auf- und Ausbau beteiligt. Kommunalverträge mit den verschiedensten Betrieben waren eine willkommene Unterstützung. Auch Schulklassen, Arbeitsgemeinschaften, Jugendliche aus dem Lager für Arbeit und Erholung beteiligten sich bei dieser Aktion.

### 1960–1988
Als die ersten Gehege und Tierunterkünfte fertig waren, konnten die ersten Tiere einziehen: drei junge Wildschweine aus Bossow sowie zwei Höckerschwäne. Weiterhin wurden in Bossow Damwild, Rehwild, Fasane, Rebhühner und später auch Rotwild eingefangen und dem Wildpark übergeben. Im März 1960 entstand durch Freiwilligeneinsätze das ehemalige Kassenhäuschen, das damals als Pflegerunterkunft und Futterlager diente.
Am 3. Juli 1960 wurde der „Tierpark Güstrow“ feierlich eröffnet. 20 Tiere in 7 Arten hatten hier ein Zuhause gefunden. Im gleichen Jahr wurde der Tierpark dem Rat der Stadt übergeben. Im Herbst 1960 nahm Heinz Hunger vom Zoo Rostock seine Tätigkeit als Tierparkleiter auf. Bereits im ersten Jahr waren großes Interesse und damit eine hohe Besucherzahl zu verzeichnen.
1961 gab es bereits 189 Tiere in 51 Arten auf einer Fläche von 8,5 Hektar. Ab 1963 wurde der weitere Ausbau des Tierparks begonnen. Ziel war es, hauptsächlich einheimische Wildarten und Haustiere anderer Erdteile, wie zum Beispiel Zebus, Yaks und vietnamesische Hängebauchschweine, zu halten. Zudem zogen Attraktionen wie ein Löwe, Braunbären und Rhesusaffen in den Tierpark ein.
Der Bau des Aufenthaltsgebäudes für die Tierpfleger, die Anlage einer Blumenrabatte und die Kultivierung des Teichufers einschließlich einer Steganlage rundeten das Bild des vorderen Teils des Tierparks zu einer schönen Anlage ab. Der hintere Teil des Parks war zu diesem Zeitpunkt noch ein Provisorium. Nach und nach entstanden weitere Gehege sowie die Volieren entlang des Hauptweges. Es folgte das Ponygehege, fertig gestellt durch den VEB Landmaschinenbau Güstrow (LMB). Ein besonderes Ereignis war 1965 der Abschluss eines Freundschaftsvertrages mit dem Zoo Rostock.
Das ca. 25 m² große Wolfsgehege entstand 1966. Die Bärenanlage wurde über Spenden finanziert und 1967 eingeweiht. 1972 wurde die Luchsanlage errichtet. In den kommenden Jahren wurden nicht nur neue Gehege erbaut, sondern auch das Bestehende wurde schrittweise verbessert. Der Anschluss an das öffentliche Wassernetz und das Verlegen von Wasser- und Stromleitungen im Jahr 1976 erleichterte die Arbeit der Tierpfleger. Die Errichtung einer Scheune und einer Kühlzelle erlaubte die Lagerung von Futtermitteln, insbesondere Heu, Fleisch und Fisch.
Im Jahr 1985 wurde ein neues Konzept auf den Weg gebracht: Fortan sollten heimische Tiere in größer angelegten Gehegen und Volieren gezeigt werden. Im gleichen Jahr entstand auch die Waschbärenanlage, 1986/87 folgten die Volieren für Eulen und Greifvögel.

### Seit 1991
Am 28. Juni 1991 wurden dem Tierpark laut Beschluss der Stadtverordnetenversammlung städtische Flächen von 157 Hektar überschrieben. Ein Jahr später wurde die Mecklenburgische Tierpark Güstrow gGmbH gegründet und ein neues Konzept ausgearbeitet: Der Natur- und Umweltpark Güstrow sollte als Landschafts- und Wildpark die heimische Flora und Fauna präsentieren und verstärkt umweltpädagogische Arbeit einbinden. So wurde 1995 auch eine Kinder-Jugend-Umweltbibliothek eingerichtet.
Die ersten großen Freigehege für Damwild (1992), Schwarzwild (1993) und Wölfe (1994) wurden im Erweiterungsgelände errichtet. Zudem wurde weitere Wanderwege, Lehrpfade, Lehrbiotope, Volieren ausgebaut und ein Streichelzoo geschaffen.
Seit 2000 wird die umweltpädagogische Arbeit durch das neu errichtete Umweltbildungszentrum (UBiZ) mit AQUA-Tunnel, interaktiver Ausstellung, Tagungsräumen, Kreativbereichen und vielem mehr weiter forciert. Das UBiZ wurde gefördert durch die Deutsche Bundesstiftung Umwelt, das Wirtschaftsministerium Mecklenburg-Vorpommern, das Umweltministerium Mecklenburg-Vorpommern, den Landkreis und die Stadt Güstrow. Alternative Energien spielen hier ebenso eine wichtige Rolle. So werden diese nicht nur demonstriert, sondern auch für den Park genutzt.
Regelmäßig entstehen neue Attraktionen: 2007 – „SUBTERRA – Der Erde unter die Haut geschaut!“, ein Bodenerlebnispfad mit Moorleiche, Bodenlabyrinth und Wurzeltunnel. 2006 wird der Bärenberg, ein 3 Hektar großes Freigehege für die Bären, eröffnet. 2007 kehren die "Auerochsen" (Heckrinder) nach Mecklenburg zurück. Im Jahr 2009 wird schließlich die Raubtier-WG mit Bären, Wölfen, Luchsen und Wildkatzen eröffnet.
- 2011: NUP-Wiesen-Welten mit Agenda-Zentrum
- 2013: Ausbau des Radwegenetzes im Erweiterungsgelände
- 2014: Eröffnung WaldWelten, Eröffnung des Infopunktes der Europäischen Wasserrahmenrichtlinie (WRRL) mit einem riesigen Edelstahlwels, Erweiterung der öffentlichen Fütterungen, neue Homepage inkl. mobiler Anpassung
- 2015: Eröffnung „GIGANTUM – MV wird wilder und mobiler“ – kleinere Projekte wie die Gläserne Fischtreppe, eine Flugvoliere für Seeadler, ein Wolfskontaktcentrum, ein Wildreservat für Auerochsen und die Infrastruktur
- 2015: neue Werbestrategie – Natur- und Umweltpark Güstrow wirbt jetzt mit Wildpark-MV

## Gehege und Anlagen

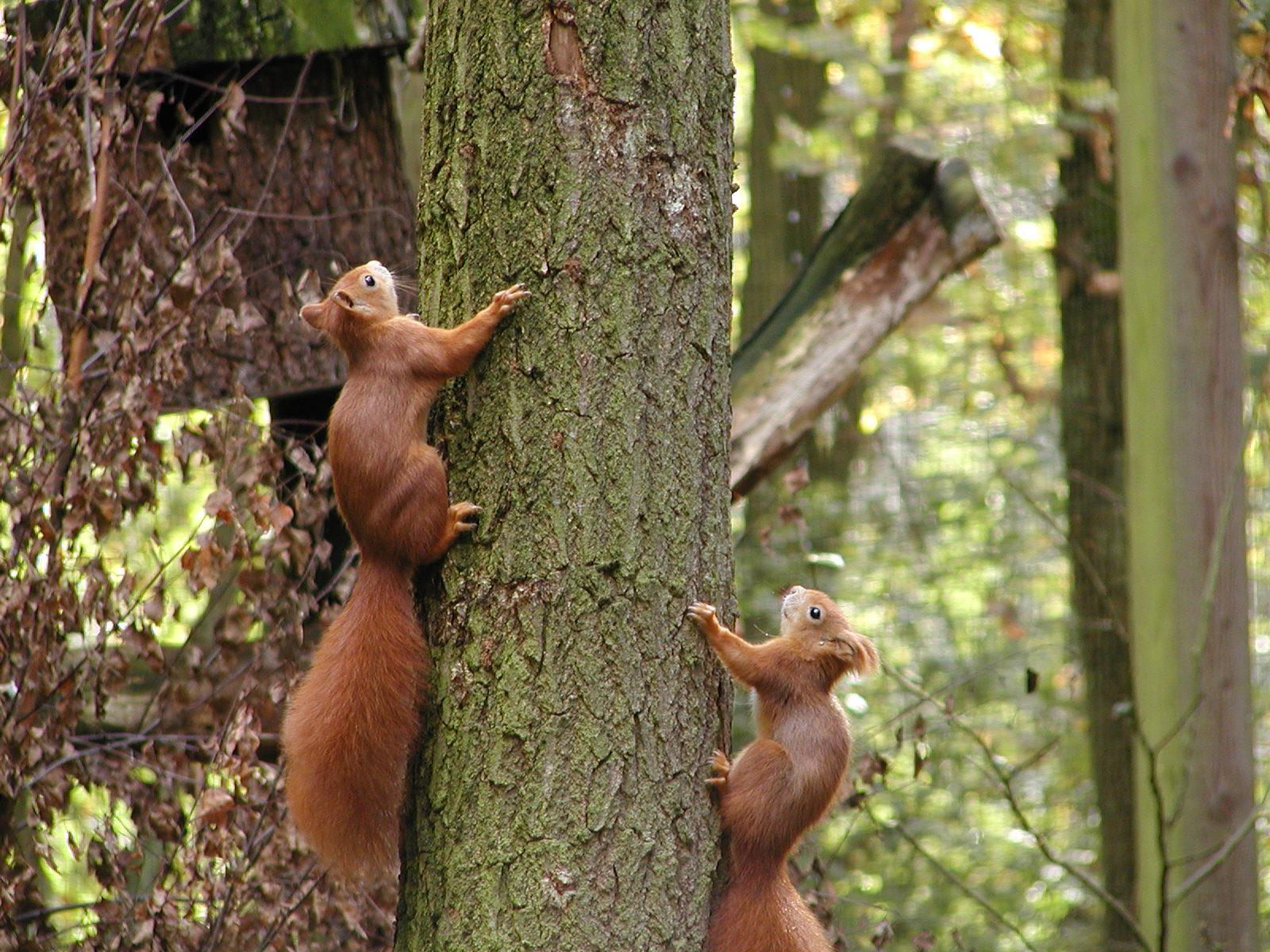
Begehbare Eichhörnchen-Anlage im Wildpark-MV

Neben weitläufigen Gehegen für Wildschweine und Damhirsche ist besonders die Freianlage für das Güstrower Wolfsrudel, das von einer über 100 Meter langen Besucherbrücke überspannt wird, zu erwähnen. In teilweise begehbaren Flugvolieren werden Greifvögel, wie Seeadler und Eulen, gezeigt. Neu ist ein begehbares Gehege für Eichhörnchen, Fasane, Steinkäuze und Tauben. Eine Feuchtwiese kann auf einem Knüppeldamm überquert werden. In diesem Bereich wird auch eine kleine Herde von „Auerochsen“ (richtig: Heckrindern, einem „Rückzüchtungs“-Versuch) gezeigt – der Auerochse ist das Wappentier Güstrows. Ein anderer Knüppeldamm führt über das Wildschweingehege und die Lebensräume Auwald und Moor zu einer Aussichtsplattform an einem nach 1990 renaturierten Altarm der Nebel. Mit Schautafeln und Installationen wird zu diesen und verwandten Themen informiert (Torf und Torfproduktion, Moorleichen usw.).

### Raubtier-WG

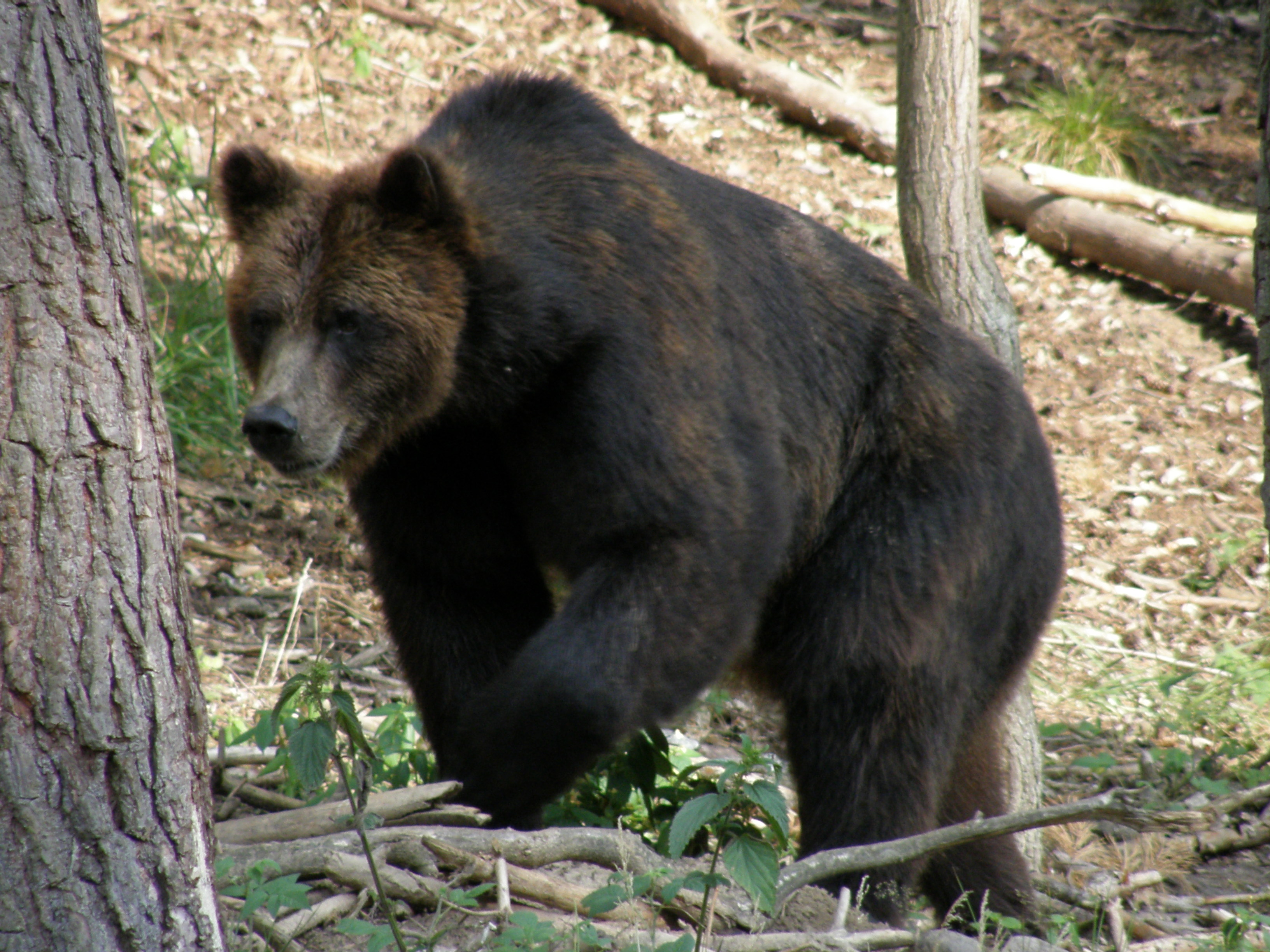
Braunbär

Am 25. Juni 2009 wurde die fünf Hektar große „Raubtier-Wohngemeinschaft“ als weitere Attraktion übergeben. Über Kletterpfade und Höhlengänge gelangt der Besucher zu den einzelnen Tiergehegen, zum Wolfsinformationszentrum und zum Palisadendorf. In die WG sind unter anderem das Wolfsfreigehege und der Bärenberg integriert.
Im Jahr 2006 wurden zwei Braunbären in einem Freigelände angesiedelt. In dem etwa zwei Hektar großen Gehege können die Bären von den Besuchern beim Klettern oder Höhlengraben, im Wasser und bei der Nahrungssuche beobachtet werden. Im Bereich von Bach und Waldsee wurden dafür eigene Schauterrassen errichtet. In der Bärenhöhle kann man Bärenstimmen aus der Nähe erleben. Weiter wurden drei Webcams installiert, sodass man online das Geschehen im Wald, am See und in der Bärenbox verfolgen kann.
Nebenan leben die Wölfe. Mit dem Einzug von zwei neuen Wölfen sollte ein neues Rudel aufgebaut werden. Im Mai 2015 kam schließlich der erste Nachwuchs zur Welt – nach zehn Jahren Pause. Im Jahr darauf gab es erneut Jungtiere. Damit war das Rudel komplett. Das Wolfsgehege umfasst ca. 1,5 Hektar, wobei die Wölfe zusätzlich das Gehege der Bären mit nutzen können.
Der Raubtier-WG ist ein Areal angeschlossen, in dem Wildkatzen und Luchse angesiedelt sind.

### Eulenwald

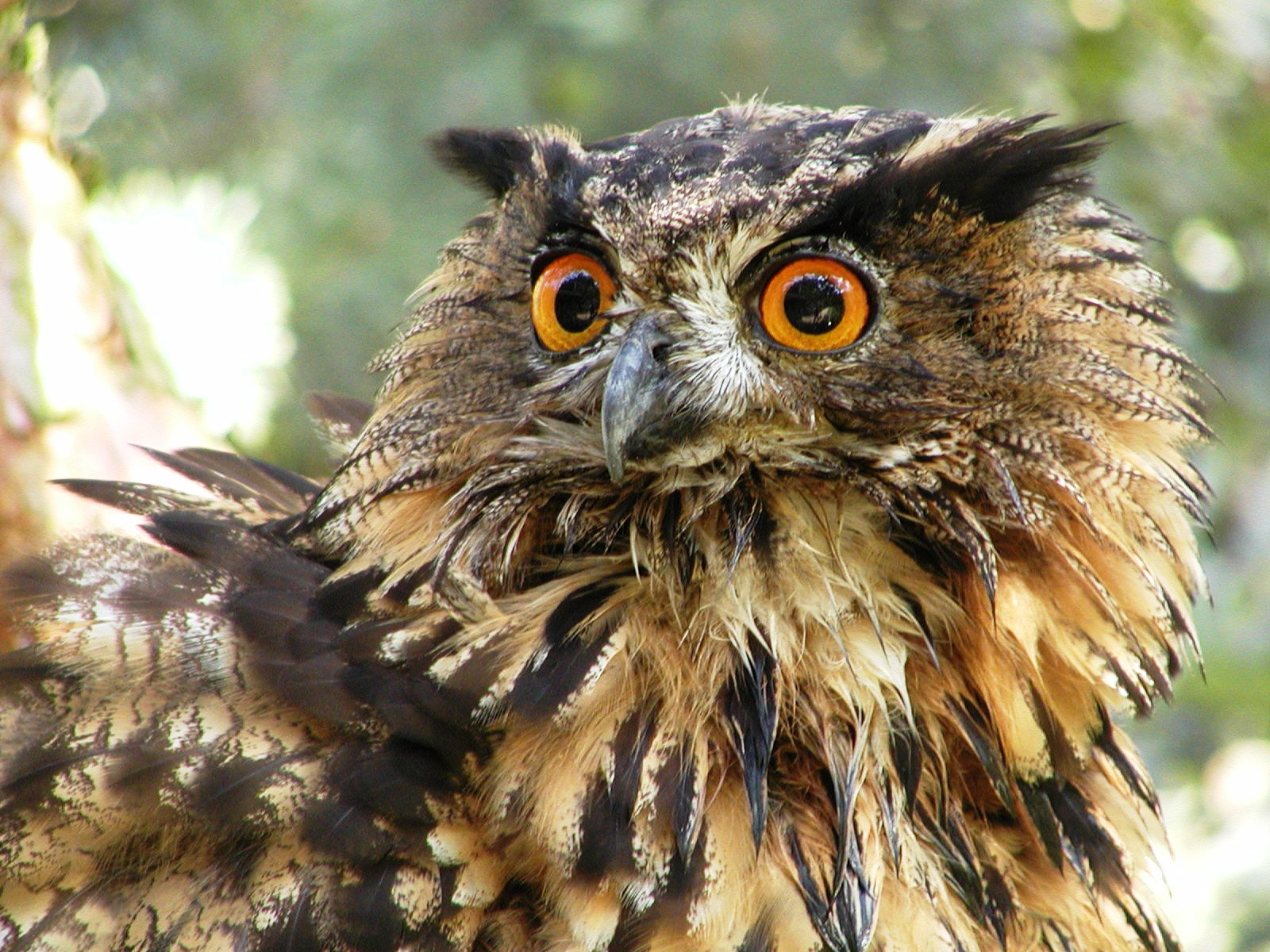
Uhu

Im Eulenwald leben Waldkäuze, Waldohreulen und Uhus. Die Anlage kann durch die Besucher betreten werden, sodass sie die Tiere gut beobachten können. Zudem befindet sich hier eine interaktive Ausstellung, die Wissenswertes über die Vögel der Nacht verrät.

### Wildfreigehege
Das Damwild lebt im acht Hektar großen Wildfreigehege, das für Besucher begehbar ist. Die Besucher können Damwild mit braunem, aber auch weißem Farbschlag beobachten.

### Natur-Aquarium
Im größten Natur-Aquarium des Nordens, im Umweltbildungszentrum befindlich, leben ausschließlich heimische Fischarten. Darunter gibt es Raubfische wie Hechte, Forellen und Barsche, aber auch Friedfische wie Karpfen, Rotfedern, Karauschen und Döbel. Ein versunkener Fischerkahn ist Lebensraum für den einen oder anderen Bewohner. Der größte Fisch im Wildpark-MV steht auf dem Trockenen. Es ist ein begehbarer Riesenwels aus Edelstahl und bildet den Blickfang eines Infopunktes zu den EU-Wasserrahmenrichtlinien.

### Weitere Anlagen
- Wildschweine – ein Holzsteg ermöglicht das Überqueren des langgestreckten Areals.
- begehbare Eichhörnchenanlage mit Steinkäuzen, Jagdfasanen und Tauben
- Vogelvolieren u. a. für Seeadler, Kraniche, Störche, Schneeeulen, Wellensittiche
- begehbarer Streichelzoo mit Zwergziegen
- diverse Haustierrassen wie Kaninchen, Meerschweinchen, Umweltbildungszentrum Frettchen, Skudden, Moorschnucken
- Koppeln mit Haflingern, Shetlandponys, Eseln

## Erlebniswelten

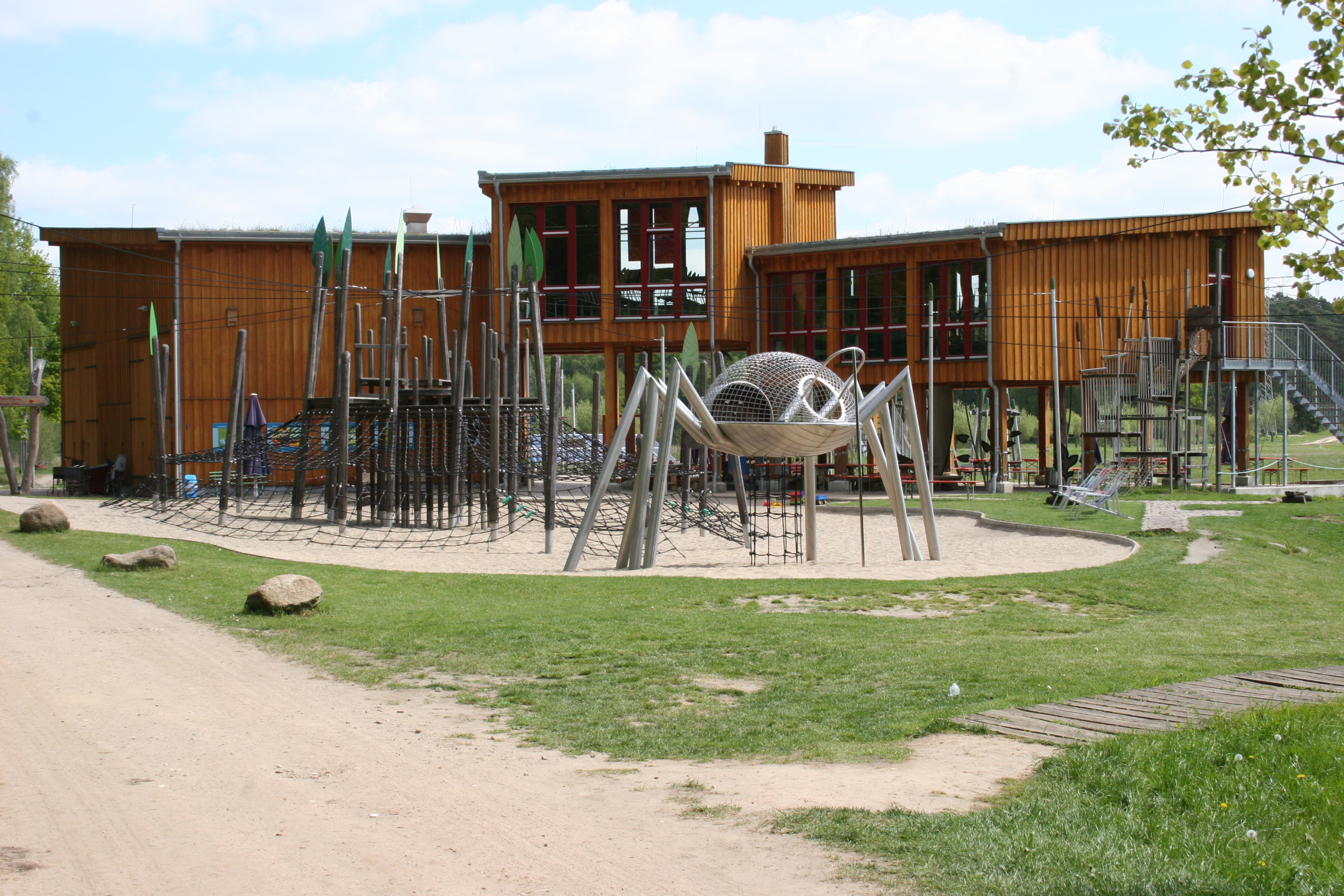
Haus Spinne in den WiesenWelten

„Kleine Tiere ganz groß“ ist das Motto der WiesenWelten im Wildpark-MV. Flora und Fauna eines Wiesenbiotops stehen hierbei im Mittelpunkt. Eingebettet ist alles in ein riesiges Spinnennetz, in dem geklettert werden kann. Das Haus Spinne ist Kernstück und hat ein spannendes Innenleben. Zum Entdecken und Forschen laden verschiedene Mikroskopier- und Untersuchungsplätze ein. Hier werden Blüten, Sämereien und Insekten gezeigt. Im „Grünen Klassenzimmer“ (Experimentierbereich) können Projektgruppen ihre Forschungsergebnisse mit neuester Technik multimedial umsetzen. Im Außenbereich warten bei den Erlebnisstationen überdimensional große Wiesenbewohner auf ihre Entdeckung – u. a. Spinne, Schmetterling, Raupe, Libelle, Heuschrecke und Regenwurm. Ein kleiner Kiosk und Toiletten sind ebenfalls vorhanden. Das Haus Spinne ist in ökologischer Bauweise errichtet worden. Strom liefert eine Photovoltaikanlage, Wärme bringen Wärmepumpen (Erdwärme) und das Abwasser wird über eine Pflanzenkläranlage gereinigt. In den WiesenWelten sind unter anderem auch die Auerochsen und Moorschnucken zu sehen.
In den WaldWelten können Besucher den Spuren eines jungen Wolfes folgen und den heimischen Wald an mehreren Stationen spielerisch besser kennen lernen.
„Der Erde unter die Haut geschaut!“ heißt es auf dem Bodenerlebnispfad im Wildpark-MV, bei dem es auf abenteuerliche Reise ins Erdreich geht. Der Pfad vermittelt Einblicke ins Erdreich und zeigt unter anderem Bodenarten und deren Entstehung, erläutert, was Torf ist, zeigt geheimnisvolle Kreaturen und Zeugen vergangener Zeiten, unter ihnen eine Moorleiche.
Neben Erdwärme nutzt der Wildpark-MV mit verschiedenen Solaranlagen die Sonnenenergie. Sie sind Demonstrationsanlagen und somit der breiten Öffentlichkeit zugänglich. Über eine Schautafel im Umweltbildungszentrum können die Besucher unter anderem die elektrische Leistung und den Tagesenergieertrag abfragen.

## Umweltbildung

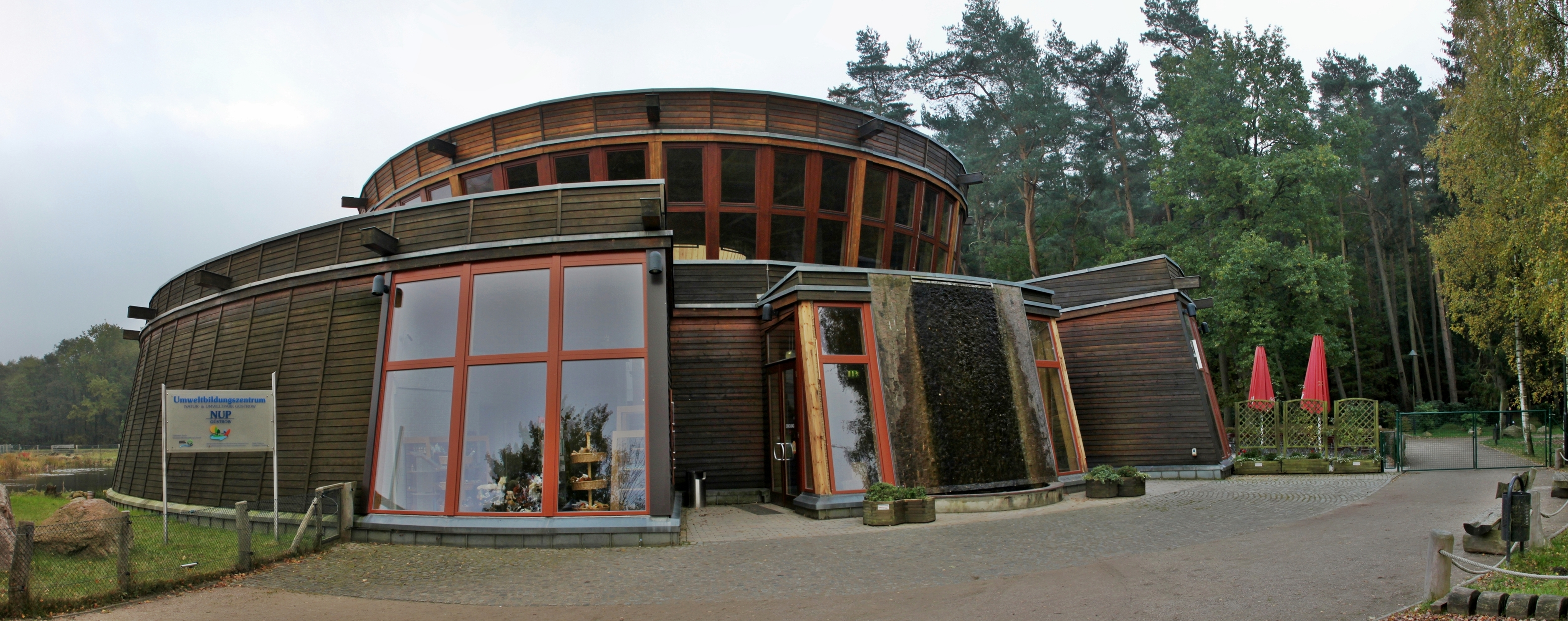
Umweltbildungszentrum im Wildpark-MV

Den Eingangsbereich bildet seit dem Jahr 2000 das Umweltbildungszentrum (UBiZ). In diesem gibt es ständige Ausstellungen zu verschiedenen Naturthemen (hauptsächlich rund um das Wasser) mit interaktiven Lern- und Experimentiergeräten, sowie Räumen für die Betreuung von Schulklassen und Gruppen. Außerdem befindet sich hier eine 30 Meter lange Sichtwand und ein zwölf Meter langer Glastunnel, Aquatunnel genannt, durch die man in einem teichartig angelegten Bereich der von der Nebel gespeist wird, heimische Fischarten beobachten kann.
Unter Mitwirkung vieler Verlage aus Deutschland, Österreich und der Schweiz konnte eine einmalige Kinder- und Jugend-Umweltbibliothek mit Bilderbüchern, Sachbüchern und erzählender Literatur zum Thema Natur und Umwelt aufgebaut werden. Die Bibliothek befindet sich im Obergeschoss des Umweltbildungszentrums und ist einmal wöchentlich geöffnet.
Regelmäßig erscheint ein Auswahlkatalog, in dem aktuelle Bilderbücher und Bücher zum Vorlesen, Kinder- und Jugendbücher, Sachbücher sowie Spiele und Anleitungen vorgestellt werden. Die Rezensionen in diesem Katalog sind fast ausschließlich von Schülern geschrieben. Alle zwei Jahre wird zudem der Umweltpreis der Kinder- und Jugendliteratur verliehen und ist mit 5.000 Euro dotiert.

## Auszeichnungen
- MarketingAward 2016 – Leuchttürme der Tourismuswirtschaft, übergeben durch den Ostdeutschen Sparkassenverband
- Familienland MV – Qualitätssiegel bis 2017, vom Tourismusverband Mecklenburg-Vorpommern e. V.
- Deutscher Naturschutzpreis 2013 in der Kategorie Bürgerpreis, Projekt: Lebensvielfalt Hechtgraben, August 2013
- Umweltpreis des Landtages M-V 2012/2013 zum Gedenken an Ernst Boll, Projekt WiesenWelten im Natur- und Umweltpark Güstrow
- Deutschland – Land der Ideen 2010, Projekt Raubtier-WG